# Renton F.C.
Renton F.C., właśc. Renton Football Club – szkocki klub piłkarski z siedzibą w Renton.

## Historia
Klub istniał w latach 1872–1921. W swojej historii rozegrał cztery sezony w pierwszej lidze, w czasach kiedy stanowiły ją rozgrywki First Division. Występował też przez cztery sezony na poziomie drugiej ligi (w Second Division), po raz ostatni w edycji 1897/1898. Pięciokrotnie osiągnął finał Pucharu Szkocji, a dwukrotnie w nim zwyciężył.

### Historia występów w pierwszej lidze
| Sezon   | Liga           | Miejsce      |
| ------- | -------------- | ------------ |
| 1890/91 | First Division | 11.          |
| 1891/92 | First Division | 7.           |
| 1892/93 | First Division | 8.           |
| 1893/94 | First Division | 10. (spadek) |

### Finały Pucharu Szkocji
| #  | Sezon   | Miejsce               | Przeciwnik    | Wynik   | Rezultat końcowy |
| -- | ------- | --------------------- | ------------- | ------- | ---------------- |
| 1. | 1874/75 | Hampden Park, Glasgow | Queen’s Park  | 0:3     | 2. miejsce       |
| 2. | 1884/85 | Hampden Park, Glasgow | Vale of Leven | 0:0/3:1 | zwycięstwo       |
| 3. | 1885/86 | Hampden Park, Glasgow | Queen’s Park  | 1:3     | 2. miejsce       |
| 4. | 1887/88 | Hampden Park, Glasgow | Cambuslang    | 6:1     | zwycięstwo       |
| 5. | 1894/95 | Ibrox Park, Glasgow   | St Bernard’s  | 1:2     | 2. miejsce       |

## Reprezentanci kraju grający w klubie
|  | - Alexander Barbour - Harry Campbell - Matt Dickie - Robert Glen - Andrew Hannah - James Kelly - Bob Kelso - Joe Lindsay - John Lindsay |  | - Archie McCall - James McCall - Neil McCallum - William McColl - Duncan McLean - John Murray - Gilbert Rankin - John Ritchie |